# Reyhaneh Jabbari
Reyḥāneh Jabbāri Malāyeri (in persiano ریحانه جباری ملایری‎; Teheran, 1988 – Karaj, 25 ottobre 2014) è stata una donna condannata a morte per omicidio e giustiziata in Iran il 25 ottobre del 2014, malgrado le proteste dell'opinione pubblica internazionale e quelle di Amnesty International.

## Biografia
Reyḥāneh Jabbāri è stata giudicata colpevole di omicidio per aver pugnalato il suo connazionale Morteża ʿAbdolʿali Sarbandi che aveva tentato di usarle violenza sessuale.
La donna è stata detenuta dal 2007 fino alla sua morte per il reato di omicidio.  Reyḥāneh Jabbāri Malāyeri ha pubblicato la sua versione su quanto le era accaduto in carcere, incluso il durissimo e ingiustificato provvedimento di isolamento. Moḥammad Moṣṭafāei fu il suo primo avvocato difensore e fu lui a pubblicare quanto era accaduto alla Jabbāri sul suo blog.
In base alla legge iraniana, dopo essere stata giudicata colpevole malgrado la sua richiesta che fosse riconosciuta la sua legittima difesa, solo la famiglia della vittima avrebbe potuto bloccare l'esecuzione, che ha avuto invece luogo malgrado gli sforzi dell'Ufficio del Procuratore Generale che aveva inutilmente perorato il suo perdono da parte della famiglia di Morteża ʿAbdolʿali Sarbandi.

## Antefatti
Nel 2007, Sarbandi incontrò in un caffè Reyḥāneh Jabbāri, che lavorava come decoratrice d'interni, e la convinse a recarsi nel suo ufficio per discutere l'affidamento del lavoro di sua competenza. Mentre i due si trovavano nell'ufficio, Sarbandi avrebbe tentato di violentare Jabbāri che, però, afferrò un coltello tascabile e lo pugnalò. Quindi la ragazza fuggì, abbandonando Sarbandi ormai morto.
L'osservatore della sezione delle Nazioni Unite che si occupa dei diritti umani, Aḥmed Shahīd, dichiarò che Jabbāri era stata adescata da Sarbandi nel suo ufficio con la scusa di decorarne l'interno e che la ragazza era stata sessualmente violentata da lui. La famiglia di Sarbandi insisté che l'atto di Reyḥāneh Jabbāri Malāyeri era stato un omicidio premeditato, dal momento che Jabbāri aveva confessato di aver acquistato un coltello appena due giorni prima dell'uccisione da parte sua di Sarbandi.

## Arresto e processo
Dopo essere stata arrestata, Jabbari fu posta in stretto isolamento per due mesi, senza che le fosse consentito di ricevere visite dei suoi familiari o di un avvocato difensore. Nel 2009 la donna fu condannata alla pena capitale da una corte di giustizia di Tehran. Secondo Amnesty International, Reyhaneh aveva ammesso di aver accoltellato Sarbandi, ma aveva dichiarato che qualcun altro che si trovava nell'ufficio lo aveva ucciso.
Amnesty International, United Nations, la Comunità Europea e il Gatestone Institute condussero una campagna affinché la vita della donna fosse risparmiata.
La sua esecuzione fu posposta dalla data originaria dell'aprile 2014 in seguito a una campagna condotta a livello internazionale per bloccare la sua esecuzione, che aveva raccolto 20.000 firme.
Il 29 settembre 2014, fu annunciato che la sua esecuzione era imminente. Il 1º ottobre fu annunciato che le procedure per la sua esecuzione erano state per il momento bloccate. Furono lanciate altre campagne di protesta su vari social media per bloccarla ma Tasnim dette notizia che i parenti di Jabbari non erano riusciti a ottenere il perdono dalla famiglia della vittima per dilazionare l'esecuzione.

## Morte
Reyhaneh Jabbāri Malāyeri è stata giustiziata per impiccagione il 25 ottobre 2014 nei sotterranei della prigione di Gohardasht, a nord di Karaj.

## Reazioni internazionali
Amnesty International commentò il fatto affermando che la Jabbari era stata condannata al termine di un'indagine viziata e che le sue ragioni a proposito di un'altra persona presente nell'ufficio e che avrebbe ucciso Sarbandi, non erano state sufficientemente verificate.

## Dichiarazioni dell'Ufficio del Procuratore Generale di Tehran
Dopo l'esecuzione, in risposta alle reazioni interne e internazionali, l'Ufficio del Procuratore Generale di Tehran ha rilasciato una dichiarazione al fine di chiarire alcuni dettagli del dossier legale riguardante Jabbari. La dichiarazione non ha fatto riferimento a un certo numero di punti sottolineati dagli attivisti dei diritti umani e da vari media indipendenti, e contraddice in parte alcuni loro rilievi.
L'Ufficio del Procuratore Generale, tra l'altro, riportando alcune incongruenze nelle dichiarazioni di Jabbasi - dichiarazioni rilasciate sotto tortura - ha dichiarato che:
- Jabbari è stata indagata come persona sospetta in base alla sua ultima telefonata fatta al telefono cellulare della vittima. La polizia ha trovato una sciarpa insanguinata, un coltello insanguinato e il fodero originale del coltello in casa di Jabbari.
- Jabbari ha riconosciuto di aver acquistato il coltello 2 giorni prima dell'omicidio
- Jabbari aveva inviato un SMS a un suo amico 3 giorni prima dell'accaduto, in cui aveva scritto: "Penso che lo ucciderò stanotte"
- Jabbari dapprima parlò del coinvolgimento di un altro uomo, chiamato "Sheikhi". Dopo, a causa dell'impossibilità di identificarlo, la donna avrebbe detto che la sua dichiarazione iniziale era falsa e che con essa aveva provato a sviare l'indagine
- Ciò che Jabbari disse nei mesi finali che precedettero l'esecuzione, furono soltanto una ripetizione delle sue precedenti dichiarazioni, su ognuna delle quali la polizia aveva investigato ed erano state riconosciute come infondate da parte di 5 giudici della Corte penale della provincia e dai giudici della Corte Suprema nazionale. Malgrado tutto ciò, l'Ufficio della Procura aveva fatto del suo meglio per far trovare un accordo che salvasse la vita di Jabbari alla famiglia di lei e a quella della vittima, che tuttavia non aveva voluto concedere il suo perdono.

## Nell'arte
- Dario Fo, Ritratto di Reyhaneh Jabbari, tempera su tavola, 60 x 44 cm, 2014